# And Soon the Darkness (film, 2010)
Pour les articles homonymes, voir And Soon the Darkness (film, 1970).
Pour plus de détails, voir Fiche technique et Distribution.
And Soon the Darkness  est un film américain réalisé par Marcos Efron en 2010. Il s'agit du remake du film du même nom, en 1970.

## Synopsis
Stephanie et Ellie, deux amies américaines partent en vacances en Argentine et décident de faire une balade à vélo dans une partie reculée du nord du pays à la frontière paraguayenne. La veille de leur voyage de retour, elles sont importunées par Chucho, un jeune villageois entreprenant. Michael, un compatriote expatrié, leur vient en aide en chassant ce dernier. Le lendemain, elles ratent l'autocar qui doit les ramener en ville et décident alors de s'octroyer une journée  de détente au bord d'un lac. À la suite d'une dispute, Stephanie s'éloigne et laisse Ellie seule. Prise de remords, elle vient rejoindre son amie, mais celle-ci a disparu. 
Entamant des recherches pour tenter de la retrouver, elle croise de nouveau Michael. Calvo, le policier du coin, ne semble guère motivé pour les aider. Elle finit par soupçonner Michael lorsqu'elle découvre dans le sac de celui-ci un bracelet identique à celui porté par Ellie. Dans la journée, Stephanie retrouve la trace de Chucho et le suit. Michael lui apprend alors, photo à l'appui, que sa petite amie Camilla possédait le même bracelet et qu'elle a aussi disparu dans les environs, comme de nombreuses autres jeunes femmes. Depuis, il la recherche désespérément. Ils vont tout faire pour retrouver Ellie avant la nuit. 
Stephanie découvre que Chucho a kidnappé Ellie et la retient captive dans un endroit abandonné. Stephanie parvient à libérer son amie. Les deux jeunes femmes sont alors poursuivies par Chacho qui finit par tuer Ellie, au moment où Calvo et Michael arrivent.
Calvo conseille à Stéphanie d'aller se réfugier dans sa voiture. Elle y découvre que le policier était déjà en possession du passeport d'Ellie et comprend ainsi que ce dernier n'est pas étranger à la disparition de son amie. Calvo explique alors à Michael que lui et Chucho sont membres d'un réseau de proxénètes qui kidnappe les touristes étrangères pour alimenter leur trafic. Ils lui avouent également avoir enlevé Camilla et proposent à Michael d'échanger Stéphanie contre son amie. Pendant que Michael hésite, Calvo l'abat en lui tirant dans le dos. Stephanie se retrouve seule face aux deux kidnappeurs.

## Fiche technique
- Titre : And Soon the Darkness
- Réalisation : Marcos Efron
- Scénario : Jennifer Derwingson et Marcos Efron, d'après le scénario de Brian Clemens et Terry Nation
- Producteurs : Chris Clark, Karen Lauder, Deborah Marcus et Lizzie Friedman
- Coproductrice : Amber Heard
- Productrice exécutive : Flora Fernandez-Marengo
- Musique : tomandandy
- Image : Gabriel Beristain
- Montage : Todd E. Miller
- Distribution des rôles : Joanna Colbert et Richard Mento
- Direction artistique : Marcela Bazzano
- Création des costumes : Marisa Urruti
- Sociétés de production : Abandon Pictures, RedRum Films, Sandbar Pictures, Studiocanal et Utópica Cine
- Sociétés de distribution : Anchor Bay Films (États-Unis) • Optimum Releasing (Royaume-Uni)
- Genre : Drame, horreur et thriller
- Pays de production :  États-Unis,  Argentine et  France
- Durée : 91 minutes
- Dates de sortie en salles :
  - États-Unis : 2010
  - Allemagne : 28 février 2010 (Marché du film européen)
  - Royaume-Uni : 11 février 2011
- Date de sortie en vidéo : 
  - France : 30 août 2011 (DVD)[1]
  - Interdit aux moins de 16 ans lors de sa diffusion à la télévision.

## Distribution
- Amber Heard (VF : Barbara Kelsch) : Stephanie
- Karl Urban (VF : Alexis Victor) : Michael
- Odette Yustman : Ellie
- Gia Mantegna : Camila
- Adriana Barraza : Rosamaria
- Michel Noher : Chucho
- César Vianco : Calvo
- Maria Salome Cari : Cleaning Woman
- Matias Paz Conde : Skinny Guy
- Andrea Verdun : Waitress
- Luis Sabatini : Luca
- Nicolas Dolensky : Cute Guy
- Hugo Miranda : Man
- Walter Pena : Mechanic
- Javier Luna : Bar Owner
- Esteban Pastrana : Barman
- Daniel Figuereido : Pedro
- Jorge Booth : Hernán

## Analyse
- Dans la première version de 1970, l'action se déroule en France, tandis que celle-ci a été tournée dans le nord-ouest de l'Argentine à Salta, ainsi qu'à Villa Epecuén, a moins de 500 km au sud-ouest de Buenos Aires.